# Fidschianische Davis-Cup-Mannschaft
Die fidschianische Davis-Cup-Mannschaft war die Tennisnationalmannschaft Fidschis, die das Land im Davis Cup vertrat.

## Geschichte
Fidschi nahm 1999 erstmals am Davis Cup teil und erzielte in diesem Jahr mit drei Niederlagen und zwei Siegen als Fünfter der Asien/Ozeanien Zone Gruppe IV das beste Ergebnis. Das letzte Mal nahm Fidschi 2001 am Wettbewerb teil. Bis dahin konnten 6 der 16 Begegnungen gewonnen werden. Danach wurde die Mannschaft Teil der Mannschaft Ozeaniens.
Erfolgreichster Spieler ist bisher Sanjeev Tikaram mit 11 Siegen und 13 Niederlagen. Er ist damit auch Rekordspieler.